# Joy Fleming

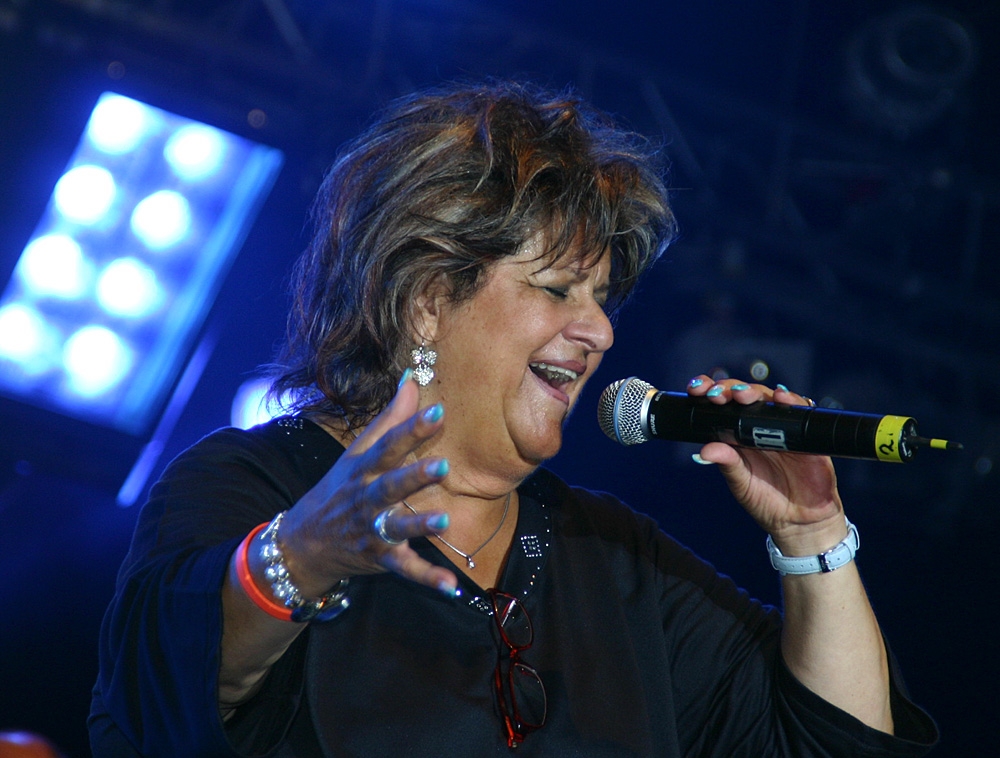
Joy Fleming under en konsert 2005.

Joy Fleming var artistnamnet för Erna Liebenow, född Erna Raad den 15 november 1944 i Rockenhausen i Rheinland-Pfalz, död 27 september 2017 i Sinsheim i Baden-Württemberg, var en tysk sångerska inom genrerna jazz, blues och schlager. Fleming är troligtvis mest känd för sin medverkan i Eurovision Song Contest 1975 i Stockholm där hon framförde Västtysklands bidrag Ein Lied kann eine Brücke sein (på svenska ordagrant En sång kan vara en bro). Bidraget slutade på plats 17 av 19. Den engelska titeln är Bridge of Love. Trots den dåliga placeringen har hennes bidrag blivit något av en klassiker inom Eurovisionen.
Tillsammans med Marc Berry gjorde Joy Fleming ett nytt försök i den tyska nationella uttagningen till Eurovision Song Contest 1986 med låten Miteinander. Den slutade fyra och gick därför aldrig vidare till den stora europeiska finalen. 2001 gjorde hon ett försök med låten Power of Trust tillsammans med Lesley Bogaert och Brigitte Oelke, samt 2002 med låten Joy to the World med gruppen Jambalaya. Båda de försöken slutade med andraplacering i de nationella uttagningarna.